# Aansluitende zone

Zeegebieden in internationaal recht

De aansluitende zone (Engels: contiguous zone) is een strook van volle zee die grenst aan de territoriale wateren. Het kan beschouwd worden als een soort tussentrap tussen de territoriale zee en de volle zee. De aansluitende zone strekt zich maximaal 24 zeemijl uit vanaf de basislijn. Dus een kuststaat met territoriale wateren heeft een supplementaire zone van twaalf zeemijlen erbij. Het toekennen van een aansluitende zone gebeurt niet automatisch, maar moet uitdrukkelijk worden afgekondigd door de betrokken staat.

## Bevoegdheden
De kuststaat oefent er welomschreven en beperkte bevoegdheden uit die fragmentair en gespecialiseerd van aard zijn: In een aansluitende zone mag een kuststaat toezicht houden om inbreuken op de douanewetten, fiscale wetten, immigratiewetten en volksgezondheidswetten te voorkomen. Indien er inbreuken op een van deze wetten gebeuren, mag de kuststaat deze inbreuken bestraffen. Dit is wel enkel van toepassing indien het schip zich van of naar de territoriale wateren van de kuststaat begeeft. Een schip op doorvaart valt niet onder de bevoegdheid van de kuststaat.

## Ontstaan
Historisch is de aansluitende zone ontstaan uit de Engelse Hovering Acts, die smokkel door vreemde schepen aan banden wilden leggen.

## Overzicht claims aansluitende zone
- Geen aansluitende zone: Albanië, Bahama's, Barbados, Belize, Benin, Bosnië en Herzegovina, Brunei, Colombia, Comoren, Cookeilanden, Costa Rica, Democratische Republiek Kongo, Ecuador, El Salvador, Equatoriaal-Guinea, Eritrea, Estland, Fiji, Filipijnen, Georgië, Duitsland, Griekenland, Grenada, Guatemala, Guinee, Guinea-Bissau, Guyana, IJsland, Indonesië, Iran, Ierland, Israël, Italië, Ivoorkust, Jordanië, Kameroen, Kenia, Kiribati, Koeweit, Kroatië, Letland, Libanon, Liberia, Libië, Litouwen, Maleisië, Mauritius, Micronesië, Monaco, Montenegro, Nigeria, Niue, Palau, Papoea-Nieuw-Guinea, Peru, Polen, Sao Tomé en Príncipe, Singapore, Slovenië, Salomonseilanden, Somalië, Suriname, Tanzania, Togo, Tonga, Turkije, Oekraïne, Verenigd Koninkrijk, Zweden
- 14 nautische mijl: Finland
- 15 nautische mijl: Venezuela
- 18 nautische mijl: Bangladesh, Gambia, Saoedi-Arabië, Soedan
- 24 nautische mijl: Algerije, Angola, Antigua en Barbuda, Argentinië, Australië, België, Brazilië, Bulgarije, Cambodja, Canada, Chili, China, Cuba, Cyprus, Denemarken, Djibouti, Dominica, Dominicaanse Republiek, Egypte, Frankrijk, Gabon, Ghana, Haïti, Honduras, India, Iran, Jamaica, Japan, Jemen, Kaapverdië, Madagaskar, Maldiven, Malta, Marshalleilanden, Mauritanië, Mexico, Marokko, Mozambique, Myanmar, Namibië, Nauru, Nederland, Nieuw-Zeeland, Nicaragua, Noorwegen, Oman, Oost-Timor, Pakistan, Panama, Portugal, Qatar, Roemenië, Rusland, Saint Kitts en Nevis, Saint Lucia, Saint Vincent en de Grenadines, Samoa, Senegal, Seychellen, Sierra Leone, Spanje, Sri Lanka, Syrië, Thailand, Trinidad en Tobago, Tunesië, Tuvalu, Verenigde Arabische Emiraten, Verenigde Staten van Amerika, Uruguay, Vanuatu, Vietnam, Zuid-Afrika, Zuid-Korea
- 50 nautische mijl: Noord-Korea; 50 nautische mijl militaire zone.

## België
In België is de afkondiging van de aansluitende zone gebeurd in 1999, teneinde toezicht te houden op voorschriften inzake douane, belastingen, immigratie of volksgezondheid.